# Hoftag von Merseburg (1013)
Der Hoftag von Merseburg (polnisch Zjazd w Merseburgu) im Mai 1013 diente der Beilegung des Konflikts zwischen dem deutschen Kaiser Heinrich II. und Bolesław I. von Polen.

## Vorgeschichte
Nach dem Hoftag von Merseburg 1002 kam es zum Krieg zwischen Heinrich II. und Bolesław I.  Der zunächst 1005 in Posen beigelegte Konflikt flammte 1007 wieder auf. Zunächst ergriff Heinrich II. die Initiative, doch scheiterte sein Feldzug. 1012 brannte Bolesław in einem Gegenfeldzug Lebus nieder, erreichte jedoch auch keine Gebietsgewinne. Der Kaiser lud daher zum 24. und 25. Mai 1013 Bolesław nach Merseburg.

## Beschlüsse
Es kam zunächst zum Ausgleich zwischen Heinrich und Bolesław. Bolesław behielt die Ober- und Niederlausitz als Lehen, musste jedoch ein Kontingent für Heinrichs Romfeldzug stellen. Bolesław war aus diesen Lehensgebieten gegenüber dem Kaiser tributpflichtig.

## Nachgang
Da Bolesław die Tributzahlungen verweigerte, kam es 1015 erneut zu einem Krieg zwischen Heinrich und Bolesław, der erst im Frieden von Bautzen 1018 endgültig beendet wurde.